# Герб Гваделупи
Герб Гваделупи — герб заморського департаменту Франції у Вест-Індії.